# Reefer and the Model
Reefer and the Model è un film del 1988 diretto da Joe Comerford.